# Coelioxys spissicauda
Coelioxys spissicauda är en biart som beskrevs av Pasteels 1968. Coelioxys spissicauda ingår i släktet kägelbin, och familjen buksamlarbin. Inga underarter finns listade i Catalogue of Life.